# Symplectrodia gracilis
Symplectrodia gracilis är en gräsart som beskrevs av Michael Lazarides. Symplectrodia gracilis ingår i släktet Symplectrodia och familjen gräs. Inga underarter finns listade i Catalogue of Life.